# Ujong Dama
Ujong Dama is een bestuurslaag in het regentschap Aceh Utara van de provincie Atjeh, Indonesië. Ujong Dama telt 137 inwoners (volkstelling 2010).